# Tholymis tillarga
Tholymis tillarga – gatunek ważki z rodziny ważkowatych (Libellulidae). Bardzo szeroko rozpowszechniony. Występuje w Afryce Subsaharyjskiej, na Madagaskarze i innych wyspach w zachodniej części Oceanu Indyjskiego, w południowej, południowo-wschodniej i wschodniej Azji oraz w Australii i Oceanii.
RPA imago lata od grudnia do końca kwietnia. Długość ciała 45–52 mm. Długość tylnego skrzydła 35–39 mm.